# Thiant Communal Cemetery
Le cimetière « Thiant Communal Cemetery » est un cimetière militaire  de la Première Guerre mondiale situé sur le territoire de la commune de Thiant, Nord. 

## Localisation
Ce cimetière est situé à l'intérieur du cimetière communal, rue Roger Salengro.

## Historique
Occupé dès la fin août 1914 par les troupes allemandes, le village est resté loin du front jusqu'au 24 octobre 1918, date à laquelle il a été le théâtre de violents affrontements. Thiant a été définitivement repris début novembre par les troupes britanniques. Ce cimetière a été créé à cette date pour inhumer les soldats britanniques tombés lors de ces combats, le 24 octobre pour la plupart .

## Caractéristique
Le cimetière britannique de Thiant comporte 72 sépultures du Commonwealth datant de la Première Guerre mondiale.

## Sépultures
| Pays        | Sépultures |
| ----------- | ---------- |
| Royaume-Uni | 69         |
| Canada      | 3          |
| Total       | 72         |

## Galerie

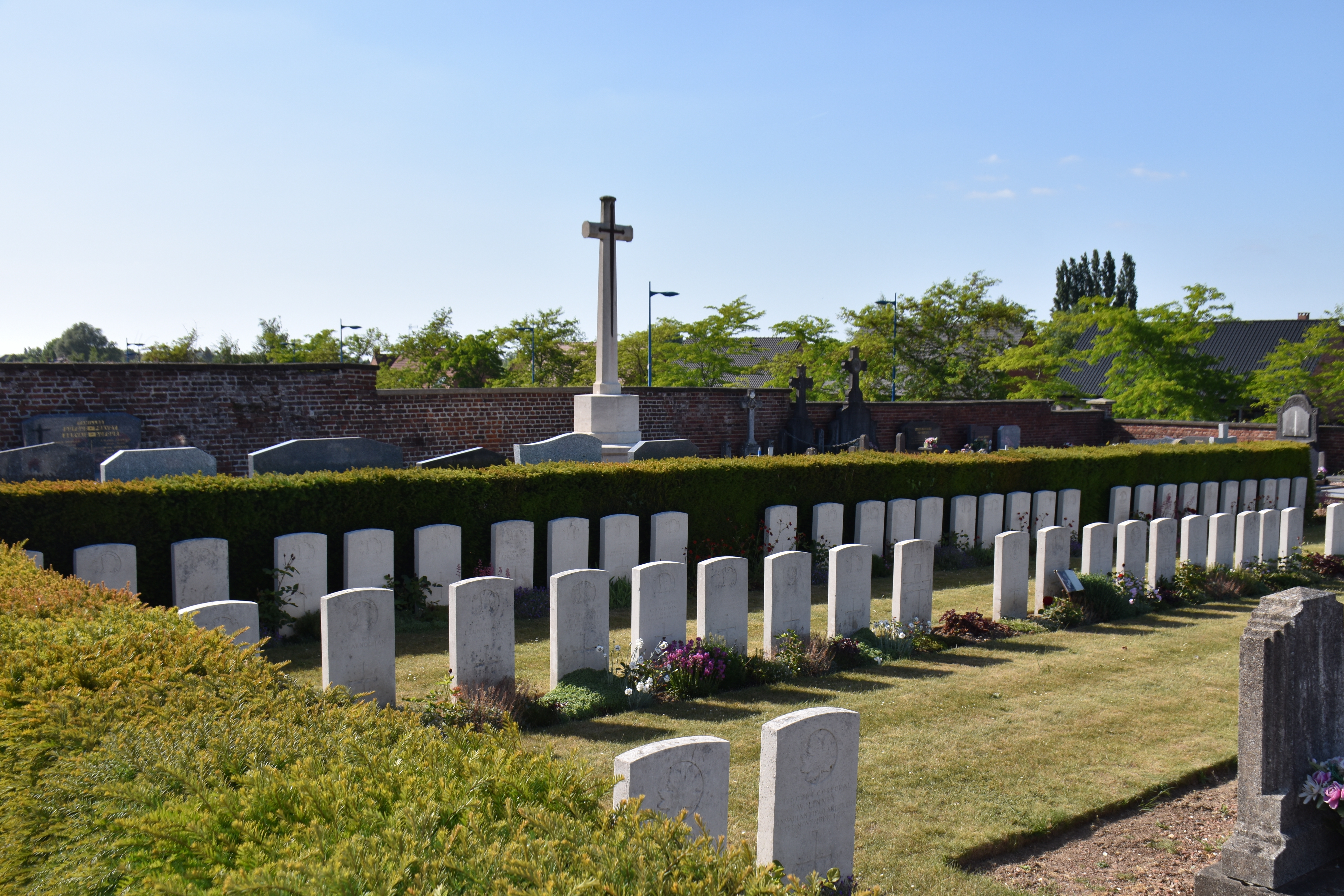
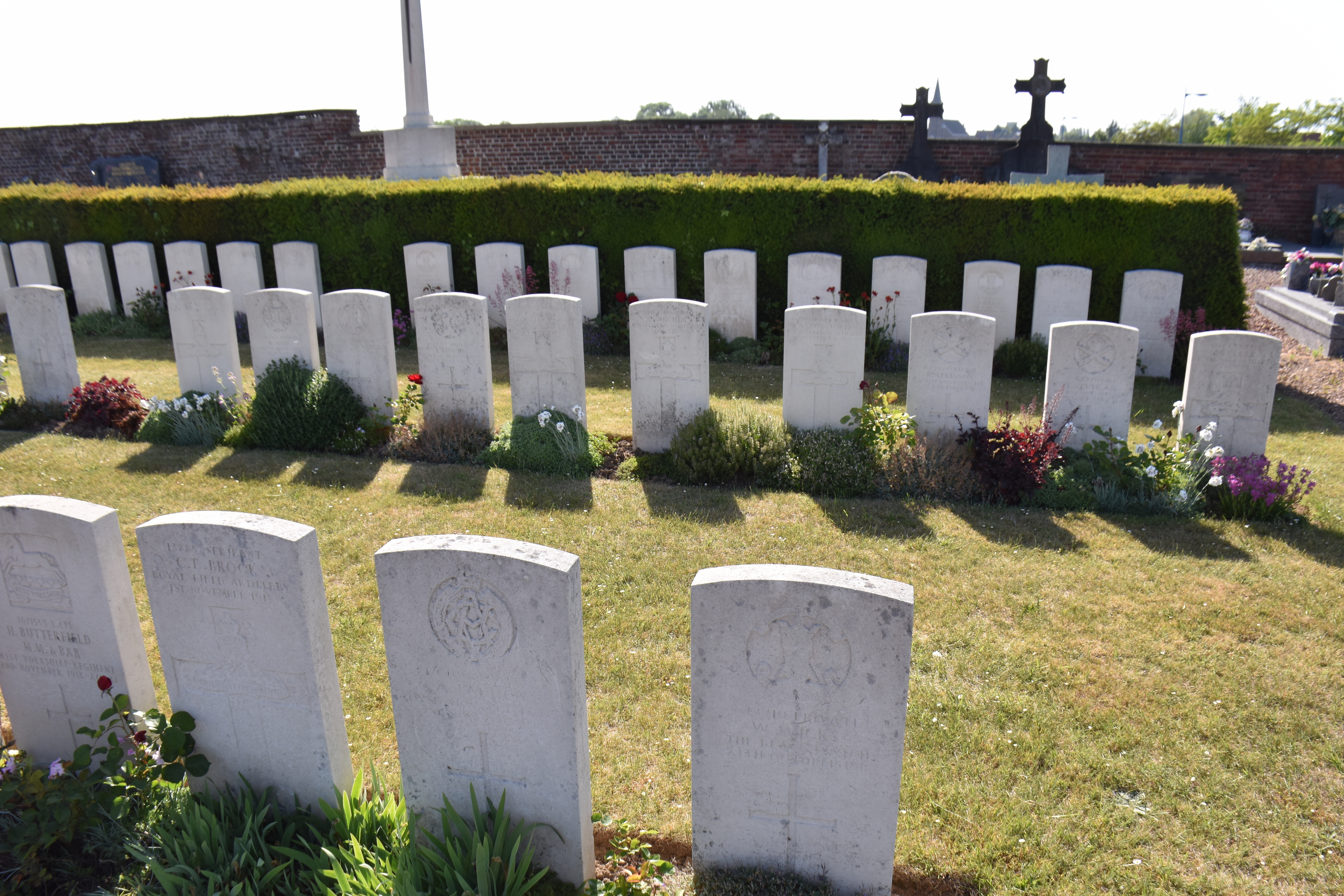
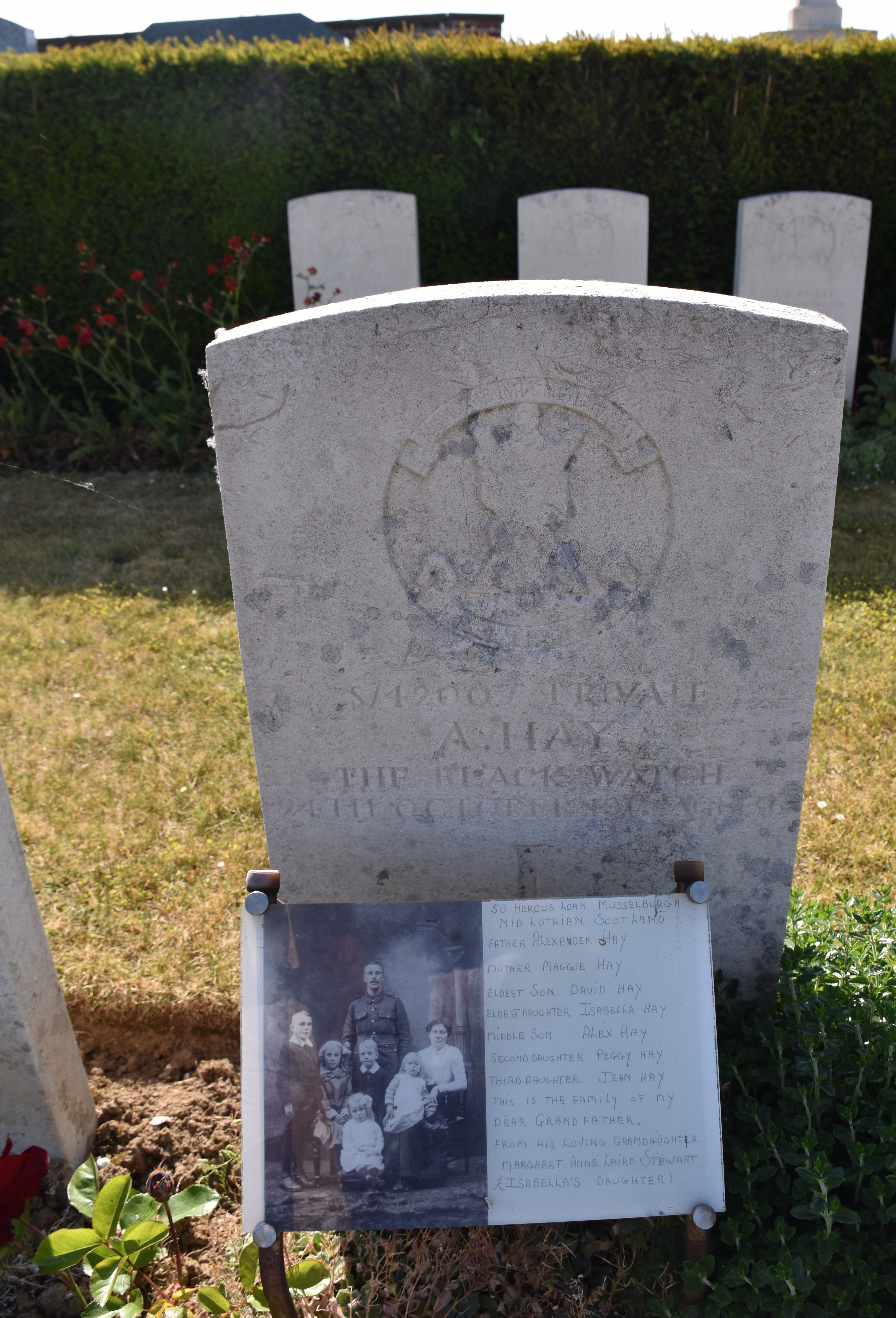
Tombe de Alexander Hay
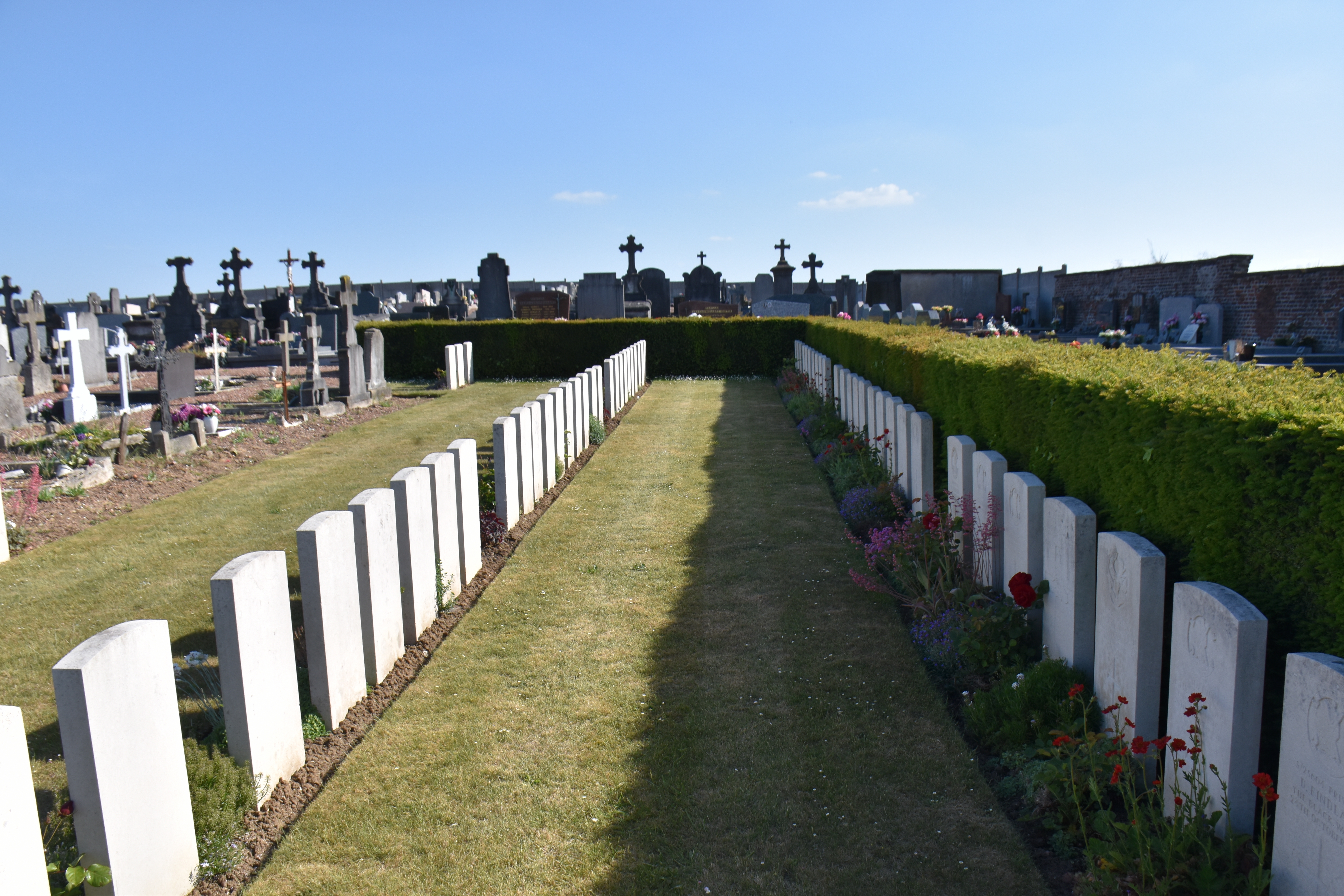
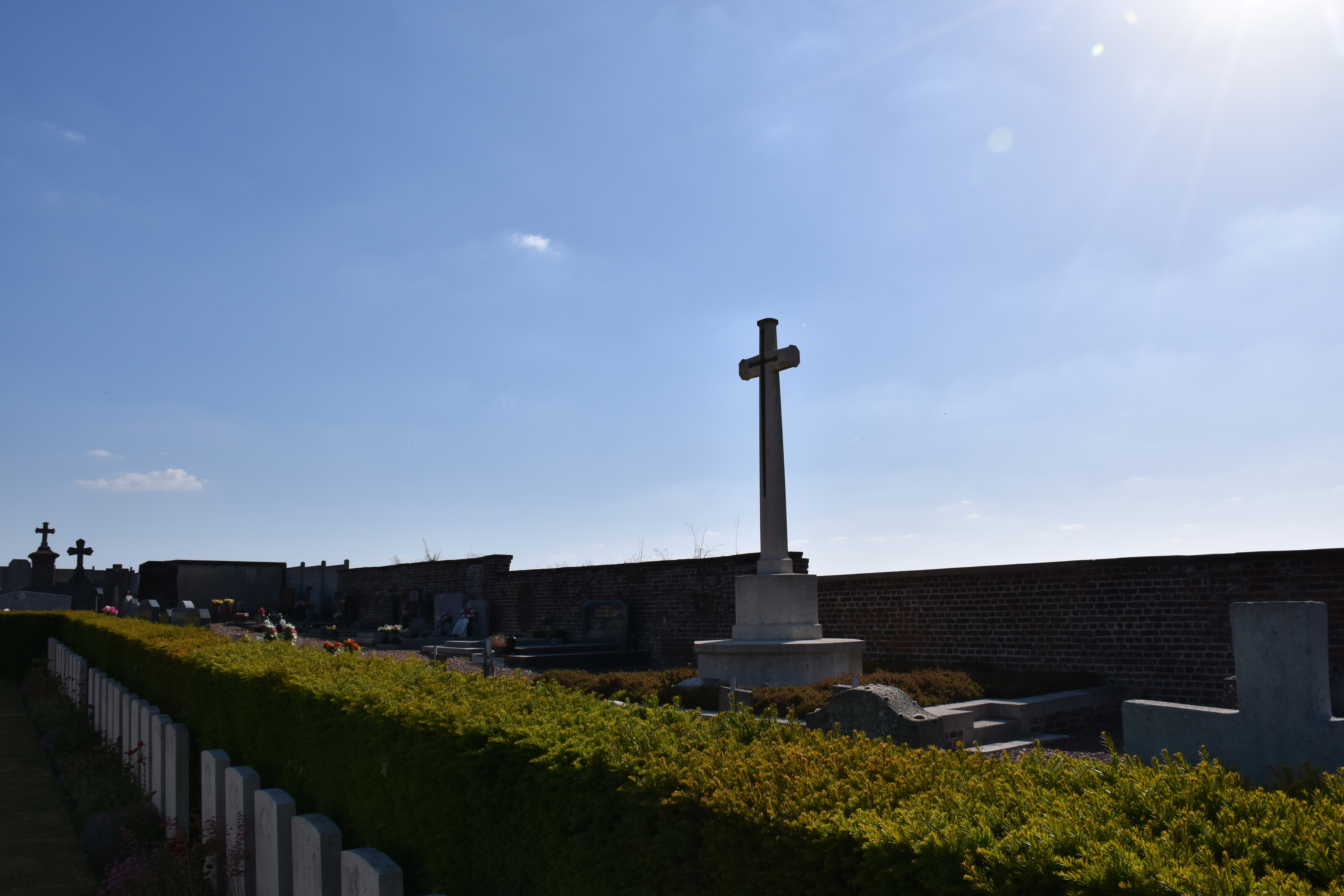

### Liens Externes
http://www.inmemories.com/Cemeteries/thiant.htm